# Campionati italiani primaverili di nuoto 2002
I 49. Campionati italiani primaverili di nuoto si sono svolti a Brescia, nella piscina Palasystema da 50 metri tra il 17 aprile e il 21 aprile 2002.

## Podi

### Uomini
| Evento               | Oro                                                                                               | Tempo    | Argento                                                                                       | Tempo    | Bronzo                                                                                      | Tempo    |
| Stile libero         |                                                                                                   |          |                                                                                               |          |                                                                                             |          |
| 50 m                 | Lorenzo Vismara                                                                                   | 22"74    | René Gusperti                                                                                 | 23"02    | Michele Scarica                                                                             | 23"06    |
| 100 m                | Lorenzo Vismara                                                                                   | 49"69    | Michele Scarica                                                                               | 50"09    | Simone Cercato                                                                              | 50"48    |
| 200 m                | Emiliano Brembilla                                                                                | 1'47"36  | Massimiliano Rosolino                                                                         | 1'48"57  | Matteo Pelliciari                                                                           | 1'48"61  |
| 400 m                | Emiliano Brembilla                                                                                | 3'48"39  | Massimiliano Rosolino                                                                         | 3'50"34  | Nicola Selleri                                                                              | 3'54"17  |
| 800 m                | Christian Minotti                                                                                 | 8'02"28  | Nicola Selleri                                                                                | 8'04"96  | Simone Ercoli                                                                               | 8'06"77  |
| 1500 m               | Emiliano Brembilla                                                                                | 15'09"37 | Christian Minotti                                                                             | 15'10"04 | Luca Baldini                                                                                | 15'18"06 |
| Dorso                |                                                                                                   |          |                                                                                               |          |                                                                                             |          |
| 50 m                 | Luis Alberto Laera                                                                                | 26"37    | Emanuele Merisi                                                                               | 26"61    | Enrico Catalano                                                                             | 26"66    |
| 100 m                | Luis Alberto Laera                                                                                | 55"83    | Emanuele Merisi                                                                               | 56"27    | Enrico Catalano                                                                             | 56"66    |
| 200 m                | Emanuele Merisi                                                                                   | 1'59"23  | Mirko Mazzari                                                                                 | 2'02"00  | Alessandro Garuglieri Marco Maccianti                                                       | 2'02"68  |
| Rana                 |                                                                                                   |          |                                                                                               |          |                                                                                             |          |
| 50 m                 | Domenico Fioravanti                                                                               | 28"08    | Olivier Vincenzetti                                                                           | 28"63    | Alessandro Terrin                                                                           | 28"67    |
| 100 m                | Michele Vancini                                                                                   | 1'02"96  | Davide Rummolo                                                                                | 1'03"04  | Dario Nodari                                                                                | 1'03"23  |
| 200 m                | Davide Rummolo                                                                                    | 2'11"98  | Michele Vancini                                                                               | 2'14"51  | Angelo Angiollieri                                                                          | 2'15"93  |
| Farfalla             |                                                                                                   |          |                                                                                               |          |                                                                                             |          |
| 50 m                 | Christian Galenda                                                                                 | 24"91    | Antonio Lucia                                                                                 | 24"98    | Rudy Goldin                                                                                 | 25"02    |
| 100 m                | Christian Galenda                                                                                 | 53"72    | Mattia Nalesso                                                                                | 53"86    | Tommaso Targioni                                                                            | 55"02    |
| 200 m                | Massimiliano Eroli                                                                                | 1'59"91  | Christian Galenda                                                                             | 1'59"98  | Francesco Vespe                                                                             | 2'00"96  |
| Misti                |                                                                                                   |          |                                                                                               |          |                                                                                             |          |
| 200 m                | Massimiliano Rosolino                                                                             | 2'00"50  | Alessio Boggiatto                                                                             | 2'00"74  | Simone Ciancarini                                                                           | 2'03"56  |
| 400 m                | Alessio Boggiatto                                                                                 | 4'16"20  | Lorenzo Sirigu                                                                                | 4'23"86  | Tommaso Proverbio                                                                           | 4'24"48  |
| Staffette            |                                                                                                   |          |                                                                                               |          |                                                                                             |          |
| 4x100 m stile libero | Circolo Canottieri Aniene Simone Ciancarini Emiliano Brembilla Domenico Fioravanti Simone Cercato | 3'22"79  | Gruppo Nuoto Fiamme Gialle Klaus Lanzarini René Gusperti Christian Galenda Francesco Di Pippo | 3'24"12  | DDS Alessandro Calvi Enrico Catalano Matteo Pelliciari Andrea Frovi                         | 3'25"73  |
| 4x200 m stile libero | DDS Andrea Frovi Matteo Pelliciari Tommaso Proverbio Emanuele Merisi                              | 7'23"61  | Centro Sportivo Carabinieri Mirko Mazzari Andrea Righi Paolo Ghiglione Federico Cappellazzo   | 7'27"11  | Circolo Canottieri Aniene Simone Ciancarini Simone Cercato Valerio Cleri Emiliano Brembilla | 7'28"46  |
| 4x100 m mista        | Centro Sportivo Carabinieri Luis Alberto Laera Davide Rummolo Mattia Nalesso Mauro Gallo          | 3'42"76  | DDS Emanuele Merisi Dario Nodari Enrico Catalano Matteo Pelliciari                            | 3'43"81  | Circolo Canottieri Aniene Luca Masnadi Domenico Fioravanti Simone Ciancarini Simone Cercato | 3'44"26  |

### Donne
| Evento               | Oro                                                                     | Tempo    | Argento                                                                      | Tempo    | Bronzo                                                                                  | Tempo    |
| Stile libero         |                                                                         |          |                                                                              |          |                                                                                         |          |
| 50 m                 | Cristina Chiuso                                                         | 25"57    | Cecilia Vianini                                                              | 25"96    | Lara Consolandi                                                                         | 26"27    |
| 100 m                | Cecilia Vianini Luisa Striani                                           | 56"15    |                                                                              |          | Cristina Chiuso                                                                         | 56"51    |
| 200 m                | Sara Parise                                                             | 2'01"17  | Cecilia Vianini                                                              | 2'01"72  | Luisa Striani                                                                           | 2'01"82  |
| 400 m                | Simona Ricciardi                                                        | 4'17"75  | Anna Simoni                                                                  | 4'18"42  | Sara Goffi                                                                              | 4'19"40  |
| 800 m                | Anna Simoni                                                             | 8'46"01  | Simona Ricciardii                                                            | 8'46"14  | Melissa Pasquali                                                                        | 8'55"01  |
| 1500 m               | Giulia Rutili                                                           | 17'05"70 | Alessia Paoloni                                                              | 17'07"80 | Helen Astolfi                                                                           | 17'10"42 |
| Dorso                |                                                                         |          |                                                                              |          |                                                                                         |          |
| 50 m                 | Alessandra Cappa                                                        | 29"55    | Giorgia Gramillano                                                           | 29"90    | Alessia Regli                                                                           | 30"05    |
| 100 m                | Alessandra Cappa                                                        | 1'03"50  | Federica Barsanti                                                            | 1'04"04  | Maria Luisa Tavernini                                                                   | 1'04"12  |
| 200 m                | Federica Barsanti                                                       | 2'14"26  | Roberta Ioppi                                                                | 2'16"23  | Maria Luisa Tavernini                                                                   | 2'17"87  |
| Rana                 |                                                                         |          |                                                                              |          |                                                                                         |          |
| 50 m                 | Roberta Panara                                                          | 32"13    | Roberta Crescentini                                                          | 32"23    | Serenella Parri                                                                         | 32"69    |
| 100 m                | Sara Farina                                                             | 1'11"26  | Roberta Crescentini                                                          | 1'11"29  | Serenella Parri                                                                         | 1'11"46  |
| 200 m                | Chiara Boggiatto                                                        | 2'30"02  | Federica Biscia                                                              | 2'34"90  | Serenella Parri                                                                         | 2'37"03  |
| Farfalla             |                                                                         |          |                                                                              |          |                                                                                         |          |
| 50 m                 | Cristina Maccagnola                                                     | 27"41    | Francesca Segat                                                              | 27"64    | Veronica Ranieri                                                                        | 28"24    |
| 100 m                | Sara Parise                                                             | 1'00"11  | Francesca Segat                                                              | 1'00"81  | Silvia Pedemonte                                                                        | 1'01"63  |
| 200 m                | Francesca Segat                                                         | 2'12"25  | Paola Cavallino                                                              | 2'12"95  | Veronica Rodà                                                                           | 2'14"66  |
| Misti                |                                                                         |          |                                                                              |          |                                                                                         |          |
| 200 m                | Federica Biscia                                                         | 2'17"52  | Veronica Massari                                                             | 2'17"94  | Giorgia Gramillano                                                                      | 2'18"84  |
| 400 m                | Federica Biscia                                                         | 4'50"11  | Veronica Massari                                                             | 4'50"45  | Paola Cavallino                                                                         | 4'53"46  |
| Staffette            |                                                                         |          |                                                                              |          |                                                                                         |          |
| 4x100 m stile libero | DDS A Lara Consolandi Roberta Panara Sara Goffi Cecilia Vianini         | 3'48"04  | Aurelia A Flavia Zoccari Simona Ricciardi Lucrezia Serrani Cristina Chiuso   | 3'51"87  | DDS B Maria Luisa Tavernini Veronica Massari Veronica Ranieri Marianna Esposito         | 3'53"99  |
| 4x200 m stile libero | DDS A Sara Goffi Maria Luisa Tavernini Veronica Massari Cecilia Vianini | 8'17"12  | Aurelia A Cristina Chiuso Lucrezia Serrani Flavia Zoccari Simona Ricciardi   | 8'23"87  | DDS B Roberta Panara Lara Consolandi Veronica Ranieri Marianna Esposito                 | 8'33"61  |
| 4x100 m mista        | DDS A Federica Barsanti Roberta Panara Silvia Pedemonte Cecilia Vianini | 4'11"63  | DDS B Maria Luisa Tavernini Serenella Parri Veronica Ranieri Lara Consolandi | 4'13"81  | Larus A Valentina De Nardi Roberta Crescentini Giorgia Gramillano Maria Angela Zampella | 4'19"53  |